# Rodriguespapegaai
De rodriguespapegaai (Necropsittacus rodricanus) is een recent uitgestorven vogel uit de familie Psittaculidae (papegaaien van de Oude Wereld).

## Verspreiding en leefgebied
Deze soort was endemisch op Rodrigues, een eiland van de Mascarenen, dat behoort bij Mauritius. Zij werd voor het laatst als zeldzaam vermeld in 1761 door Alexandre Guy Pingré en is vermoedelijk kort daarna uitgestorven. De populatie kan nooit heel groot zijn geweest. Een belangrijke reden voor het uitsterven was de introductie van ratten. Verder speelde ontbossing vermoedelijk een rol. De vogel had zijn laatste toevluchtsoord op wat eilandjes ten zuiden van Rodrigues waar ratten niet konden komen. De vegetatie daarvan werd toen platgebrand door schildpadjagers.

## Beschrijving
De papegaai was de grootste op het eiland, met een lengte en tevens een vleugelspanwijdte van een halve meter. Het verenkleed was een helder groen. De kop was relatief groot en plat. De staart was lang.

## Levenswijze
De rodriguespapegaai was een zaadeter. Waarnemingen uit de achttiende eeuw, zoals het verslag uit 1726 van Julien Tafforet, een Frans zeeofficier, vermelden het eten van zaden van Fernelia buxifolia.

## Ontdekking
De vogel werd in 1708 voor het eerst gemeld door François Leguat die met een klein groepje hugenoten op het eiland gestrand was. In 1867 werd de soort benoemd als Psittacus rodricanus door Alphonse Milne-Edwards. De soortaanduiding verwijst naar Rodrigues. In 1873 werd dit epitheton door hem gewijzigd tot rodericanus en dat bleef daarna de gebruikelijke spelling maar sinds 2014 is men weer overgegaan tot rodricanus. In 1874 benoemde hij het aparte geslacht Necropsittacus, er het Oudgrieks nekros, "gestorven" voorzettend, zodat het genus dus "uitgestorven papegaai" betekent. Milne-Edwards baseerde zijn benoeming op een gevonden snavel. In 1893 werden verdere vondsten gemeld. Een belangrijk deel van het skelet is tegenwoordig bekend.